# Franz Josef Ritter (Politiker, 1847)
Franz Josef Ritter (* 1. November 1847 in Mauren; † 13. November 1928 ebenda) war ein liechtensteinischer Politiker.

## Biografie
Ritter war der Sohn von Franz Josef Ritter und dessen Frau Maria Anna (geborene Mündle). Er war Bürger der Gemeinde Mauren und war als Landwirt und Kaufmann tätig. Von 1891 bis 1897 gehörte er dem Gemeinderat von Mauren an und fungierte dort als Schatzmann. Von 1897 bis 1900 war er Gemeindekassier und von 1903 bis 1909 Gemeindevorsteher von Mauren. Des Weiteren war Ritter von 1906 bis 1910 stellvertretender Abgeordneter im Landtag des Fürstentums Liechtenstein.
Am 27. April 1874 ging Ritter die Ehe mit Rosa Kieber (* 7. April 1853, † 4. März 1922) ein. Aus der Ehe gingen sieben Kinder hervor.